# مطار فيينا الدولي
مطار فيينا الدولي (بالألمانية: Flughafen Wien) (إياتا:  VIE، إيكاو:  LOWW) هو مطار فيينا الدولي، عاصمة النمسا، ويقع في شويشات، على بعد 18 كم (11 ميل) جنوب شرق وسط فيينا و57 كيلومترًا (35 ميل) غرب براتيسلافا، عاصمة سلوفاكيا. هو أكبر مطار في البلاد وهو مركز للخطوط الجوية النمساوية بالإضافة إلى قاعدة لشركات الطيران منخفضة التكلفة رايان إير وويز للطيران. إنها قادرة على التعامل مع الطائرات ذات البدن العريض حتى طائرة إيرباص إيه 380 . يتميز المطار بشبكة كثيفة من الوجهات الأوروبية بالإضافة إلى الرحلات الطويلة إلى آسيا وأمريكا الشمالية وأفريقيا .

## شركات الطيران والوجهات

### الركاب
تقدم ركلات الطيران التالية رحلات منتظمة وموسميةإلى المطار:
| شركـات طيـران                   | الوجهات |
| ------------------------------- | --- |
| طيران إيجيان                    | مطار أثينا الدولي موسمي: Heraklion |
| أير لينغس                       | مطار دبلن الدولي |
| الخطوط الجوية الجزائرية         | مطار هواري بومدين الدولي |
| إير كايرو                       | مطار الغردقة الدولي موسمي: مطار مرسى علم الدولي |
| طيران كندا                      | مطار تورونتو بيرسون الدولي |
| طيران الصين                     | مطار بكين العاصمة الدولي |
| إير كورسيكا                     | موسمي: Calvi |
| الخطوط الجوية الفرنسية          | مطار باريس شارل ديغول |
| طيران الهند                     | مطار انديرا غاندي الدولي |
| طيران مالطا                     | مطار مالطا الدولي |
| طيران صربيا                     | مطار بلغراد نيكولا تسلا |
| طيران البلطيق                   | مطار ريغا الدولي |
| الأناضول جت                     | مطار إيسنبوغا الدولي، مطار صبيحة كوكجن الدولي موسمي: مطار أنطاليا |
| الخطوط الجوية النمساوية         | مطار الملكة علياء الدولي، مطار سخيبول أمستردام، مطار أثينا الدولي، مطار سوفارنابومي الدولي، مطار برشلونة الدولي، مطار بازل ميلوز فريبورغ الأوروبي، مطار بكين العاصمة الدولي، مطار بلغراد نيكولا تسلا، مطار برلين براندنبرغ، مطار برمينغهام، مطار بولونيا، مطار بروكسل الدولي، مطار هنري كواندا الدولي، مطار بودابست فرانز ليست الدولي، مطار القاهرة الدولي، مطار أوهير الدولي، مطار كيشيناو الدولي، مطار كولونيا بون الدولي، مطار كوبنهاغن، مطار دوسلدورف الدولي، مطار أربيل الدولي، مطار فرانكفورت، مطار كناريا الكبرى، مطار غراتس، مطار هامبورغ، مطار هانوفر لانغنهاغن، مطار ياش الدولي، مطار اينسبوروك، مطار كلاغنفورت، Košice، مطار كراكوف، مطار بوريسبيل الدولي (معلقة)، مطار لارنكا الدولي، مطار لايبزيغ هاله، مطار لندن هيثرو، مطار لفيف الدولي (معلقة)، مطار ليون سانت إكسوبيري، مطار مالقة الدولي، مطار مانشستر، مطار مراكش المنارة الدولي، مطار مالبينسا، مطار مونتريال الدولي، مطار دوموديدوفو الدولي (معلقة)، مطار ميونخ الدولي، مطار نابولي، مطار نيوآرك ليبرتي الدولي، مطار جون إف كينيدي الدولي، مطار نيس كوت دازور، مطار نورمبرغ، مطار أوديسا الدولي (معلقة)، مطار أوسلو-غاردرموين، مطار ميورقة، مطار باريس شارل ديغول، مطار بودغوريتسا الدولي، مطار فاكلاف هافيل الدولي، مطار بريشتينا الدولي، مطار ليوناردو دا فينشي، مطار سراييفو الدولي، مطار شانغهاي بودنغ الدولي، مطار سيبيو الدولي، مطار إسكوبية الدولي، مطار صوفيا، مطار ستوكهولم أرلاندا، مطار شتوتغارت الدولي، مطار الإمام الخميني الدولي، مطار بن غوريون الدولي، مطار تينيريفي الجنوبي، Thessaloniki، مطار تيرانا الدولي، Varna، مطار البندقية ماركو بولو، مطار فيلنيوس، مطار وارسو فريدريك شوبان، مطار واشنطن دولس الدولي، مطار يريفان الدولي، مطار زغرب، مطار زاباروجيا الدولي (معلقة)، مطار زيورخ الدولي موسمي: مطار أنطاليا، Bari، Billund، Brindisi، Cagliari، Cancún، مطار كاتانيا-فونتاناروسا، مطار خانية الدولي ‏، Corfu، مطار دالامان، مطار دوبروفنيك، Florence، Fuerteventura، مطار كريستيانو رونالدو، Gothenburg، Heraklion، مطار إيبيزا، Kalamata، Karpathos، Kavala، Kefalonia، مطار كيتيلا (تبدأ في 20 يناير 2024)، Kos، Lamezia Terme ‏، مطار لوس أنجلوس الدولي، مطار فيلانا الدولي، مطار مارسيليا، مطار سير سيووساغور رامغولام الدولي، Menorca، مطار ميكونوس، Olbia، مطار باليرمو الدولي، Patras، مطار بورتو الدولي، Preveza/Lefkada، مطار كيفلافيك الدولي، Rhodes، Rovaniemi (تبدأ في 2 ديسمبر 2023)، Samos، مطار سانتوريني (ثيرا) الوطني، مطار إشبيلية (تبدأ في 14 أكتوبر 2023)، مطار سكياثوس الدولي، مطار سبليت، Tivat، مطار ناريتا الدولي، Tromsø، مطار بلنسية، Volos، مطار زادار، مطار زاكينثوس الدولي ‏ موسمي عارض: مطار الغردقة الدولي، مطار مرسى علم الدولي، مطار الحبيب بورقيبة الدولي |
| الخطوط الجوية الأذربيجانية      | مطار حيدر علييف الدولي |
| الخطوط الجوية البريطانية        | مطار لندن هيثرو |
| خطوط بروكسل الجوية              | مطار بروكسل الدولي |
| الخطوط الجوية الصينية           | مطار تايوان تاويوان الدولي |
| كوندور للطيران                  | موسمي: Heraklion، مطار الغردقة الدولي (تبدأ في 29 أكتوبر 2023)، مطار ميورقة، Rhodes |
| Corendon Airlines               | موسمي: مطار أنطاليا، Heraklion، مطار الغردقة الدولي، مطار عدنان مندريس |
| الخطوط الجوية الكرواتية         | مطار زغرب موسمي: مطار سبليت |
| مصر للطيران                     | مطار القاهرة الدولي |
| إل عال                          | مطار بن غوريون الدولي |
| طيران الإمارات                  | مطار دبي الدولي |
| الخطوط الجوية الإثيوبية         | مطار أديس أبابا بولي الدولي، مطار كوبنهاغن |
| الاتحاد للطيران                 | مطار أبو ظبي الدولي |
| European Air عارض               | موسمي عارض: Burgas، Varna |
| يورو وينجز                      | مطار كولونيا بون الدولي، مطار دوسلدورف الدولي، مطار هامبورغ، مطار شتوتغارت الدولي |
| إيفا للطيران                    | مطار سوفارنابومي الدولي، مطار تايوان تاويوان الدولي |
| فين إير                         | مطار هلسنكي فانتا |
| فلاي إيجيبت                     | موسمي عارض: مطار مرسى علم الدولي |
| طيران ناس                       | موسمي: مطار الملك عبد العزيز الدولي، مطار الملك خالد الدولي |
| الخطوط الجوية الجورجية          | مطار تبليسي الدولي |
| أيبيريا (شركة طيران)            | مطار مدريد باراخاس الدولي |
| الخطوط الجوية الإيرانية         | مطار الإمام الخميني الدولي |
| جيت تو دوت كوم                  | موسمي: مطار برمينغهام، Leeds/Bradford، مطار مانشستر، مطار نيوكاسل |
| الخطوط الجوية الملكية الهولندية | مطار سخيبول أمستردام |
| كوريا للطيران                   | مطار إنتشون الدولي |
| الخطوط الجوية الكويتية          | موسمي: مطار الكويت الدولي |
| خطوط لوت الجوية البولندية       | مطار وارسو فريدريك شوبان |
| لوفتهانزا                       | مطار فرانكفورت، مطار ميونخ الدولي |
| لوكس إير                        | مطار لوكسمبورغ |
| آير شاتل النرويجية              | مطار أوسلو-غاردرموين |
| الطيران الجديد تونس             | موسمي: مطار جربة جرجيس الدولي، مطار الحبيب بورقيبة الدولي |
| خطوط بيغاسوس                    | مطار إيسنبوغا الدولي، مطار صبيحة كوكجن الدولي موسمي: مطار أنطاليا، مطار عدنان مندريس، Kayseri |
| People's                        | St. Gallen/Altenrhein ‏ |
| الخطوط الجوية القطرية           | مطار حمد الدولي |
| رايان إير                       | مطار أليكانتي، مطار الملكة علياء الدولي، مطار أثينا الدولي، Banja Luka ‏، مطار برشلونة الدولي، مطار باري كارل فويتيالا ‏، مطار بوفيه - تيه، مطار أوريو أل سيريو، Billund، مطار بولونيا، مطار هنري كواندا الدولي، مطار كاتانيا-فونتاناروسا، مطار بروكسل شارلروا الجنوب، مطار كولونيا بون الدولي، مطار كوبنهاغن، مطار دبلن الدولي، مطار إدنبرة، مطار آيندهوفن، مطار فارو، Fuerteventura، Gothenburg، مطار كناريا الكبرى، مطار هلسنكي فانتا، مطار كراكوف، مطار لارنكا الدولي، مطار لشبونة، مطار لندن ستانستد، مطار مدريد باراخاس الدولي، مطار مالقة الدولي، مطار مالطا الدولي، مطار مانشستر، مطار مارسيليا، مطار مالبينسا، مطار نابولي، مطار نيش قسطنطين الأكبر، مطار ميورقة، Paphos، مطار بورتو الدولي، مطار ريغا الدولي، مطار ليوناردو دا فينشي، مطار سانتاندير، مطار إشبيلية، مطار صوفيا، مطار ستوكهولم أرلاندا، مطار تالين، مطار بن غوريون الدولي، مطار تينيريفي الجنوبي، Thessaloniki، مطار تريفيزو (تبدأ في 29 أكتوبر 2023)، مطار بلنسية، Varna، مطار البندقية ماركو بولو (تنتهي في 28 أكتوبر 2023)، مطار فيلنيوس، مطار وارسو فريدريك شوبان، مطار وارسو مودلين موسمي: مطار الملك حسين الدولي، Burgas، Cagliari، مطار خانية الدولي ‏، Corfu، مطار دوبروفنيك، Heraklion، مطار إيبيزا، Kalamata، Kefalonia، Kos، Lamezia Terme ‏، Lanzarote، مطار ميكونوس، مطار باليرمو الدولي، Perugia، Preveza/Lefkada، Pula، Rhodes، Rimini، مطار سانتوريني (ثيرا) الوطني، مطار سكياثوس الدولي، مطار زادار، مطار زاكينثوس الدولي ‏ |
| الخطوط السعودية                 | مطار الملك عبد العزيز الدولي موسمي: مطار الملك خالد الدولي |
| خطوط ترافل سيرفس الجوية         | موسمي عارض: Sal (تبدأ في 22 ديسمبر 2023) |
| صن إكسبريس                      | مطار أنطاليا، مطار عدنان مندريس موسمي: مطار إيسنبوغا الدولي، مطار ديار بكر (تبدأ في 29 يونيو 2023)، Kayseri، Samsun |
| الخطوط الجوية الدولية السويسرية | مطار جنيف الدولي، مطار زيورخ الدولي (تستأنف 28 أكتوبر 2023) |
| تاب برتغال                      | مطار لشبونة |
| ترانسافيا فرنسا                 | مطار باريس أورلي |
| الخطوط التونسية                 | مطار تونس قرطاج الدولي |
| الخطوط الجوية التركية           | مطار إسطنبول الدولي موسمي: مطار غازي عنتاب الدولي، Kayseri، Samsun |
| فولوتيا                         | مطار نانت |
| خطوط فيولينغ الجوية             | مطار برشلونة الدولي |
| ويز للطيران                     | مطار برشلونة الدولي، مطار بلباو، مطار كلوج نابوكا الدولي، مطار الملك فهد الدولي، مطار الملك عبد العزيز الدولي، Kutaisi، مطار الكويت الدولي، مطار لارنكا الدولي، مطار غاتويك، مطار مالقة الدولي، مطار نابولي، مطار نيس كوت دازور، مطار نيش قسطنطين الأكبر، Ohrid، مطار بودغوريتسا الدولي، مطار بريشتينا الدولي، مطار كيفلافيك الدولي، مطار الملك خالد الدولي، مطار ليوناردو دا فينشي، مطار بن غوريون الدولي، مطار تينيريفي الجنوبي، مطار تيرانا الدولي، Tuzla، Varna (تنتهي في 27 سبتمبر 2023)، مطار يريفان الدولي موسمي: مطار أبو ظبي الدولي، مطار الملكة علياء الدولي، Burgas، مطار خانية الدولي ‏، Corfu، مطار دبي الدولي، مطار دوبروفنيك، مطار رامون، مطار الغردقة الدولي (تبدأ في 25 سبتمبر 2023)، مطار كوكس الدولي زايد، مطار شرم الشيخ الدولي، مطار سبليت، مطار زاكينثوس الدولي ‏ |

### الشحن
| شركـات طيـران         | الوجهات |
| --------------------- | --- |
| خطوط آسيانا الجوية    | مطار مالبينسا، مطار إنتشون الدولي |
| كارغولوكس             | مطار حيدر علييف الدولي، مطار هونغ كونغ الدولي، مطار لوكسمبورغ |
| دي إتش إل للطيران     | مطار لايبزيغ هاله |
| كوريا للطيران         | مطار انديرا غاندي الدولي، مطار فرانكفورت، مطار نوي باي الدولي، مطار مدريد باراخاس الدولي، مطار مالبينسا، مطار أوسلو-غاردرموين، مطار إنتشون الدولي، مطار زيورخ الدولي |
| الخطوط الجوية القطرية | مطار حمد الدولي |
| Silk Way Airlines     | مطار حيدر علييف الدولي، مطار فرانكفورت هان، مطار إسطنبول الدولي، مطار مالبينسا                                                                                       |
| الخطوط الجوية التركية | مطار إسطنبول الدولي |
| خطوط يو بي إس الجوية  | مطار بودابست فرانز ليست الدولي، مطار كولونيا بون الدولي |

## الإحصائيات
شاهد source Wikidata query and sources.
| | الركاب     | التغير    | عدد الرحلات | التغير   | الشحن (طن) | التغير   |
| --- | ---------- | --------- | ----------- | -------- | ---------- | -------- |
| 2005 | 15,859,050 | ▲ 7.26%   | 252,988     | ▲ 3.42%  | 180,066    | ▲13.77%  |
| 2006 | 16,855,725 | ▲ 6.28%   | 260,846     | ▲ 3.11%  | 201,870    | ▲12.11%  |
| 2007 | 18,768,468 | ▲11.35%   | 280,912     | ▲ 7.69%  | 205,024    | ▲ 1.56%  |
| 2008 | 19,747,289 | ▲ 5.22%   | 292,740     | ▲ 4.21%  | 201,364    | ▼ 1.79%  |
| 2009 | 18,114,103 | ▼ 8.27%   | 261,758     | ▼10.58%  | 198,407    | ▼ 1.47%  |
| 2010 | 19,691,206 | ▲ 8.71%   | 265,150     | ▲ 1.30%  | 231,824    | ▲16.84%  |
| 2011 | 21,106,292 | ▲ 7.19%   | 266,865     | ▲ 0.65%  | 291,313    | ▲25.66%  |
| 2012 | 22,195,794 | ▲ 5.02%   | 264,542     | ▼ 0.87%  | 265,467    | ▼ 8.89%  |
| 2013 | 21,999,926 | ▼ 0.75%   | 250,224     | ▼ 5.41%  | 268,155    | ▲ 1.03%  |
| 2014 | 22,483,158 | ▲ 2.20%   | 249,989     | ▼ 0.09%  | 290,116    | ▲ 8.19%  |
| 2015 | 22,775,054 | ▲ 1.30%   | 226,811     | ▼ 1.70%  | 272,575    | ▼ 1.80%  |
| 2016 | 23,352,016 | ▲ 2.50%   | 226,395     | ▼ 0.20%  | 282,726    | ▲ 3.70%  |
| 2017 | 24,392,805 | ▲ 4.50%   | 224,568     | ▼ 0.80%  | 287,692    | ▲ 1.90%  |
| 2018 | 27,037,292 | ▲ 10.80%  | 241,004     | ▲ 7.30%  | 295,427    | ▲ 2.60%  |
| 2019 | 31,662,189 | ▲ 17.10%  | 266,802     | ▲ 10.70% | 283,806    | ▼ 3.90%  |
| 2020 | 7,812,938  | ▼ 75.32%  | 95,880      | ▼ 64.06% | 217,888    | ▼ 23.23% |
| 2021 | 10,405,815 | ▲ 33.19%  | 111,567     | ▲ 16.36% | 208,010    | ▼ 4.53%  |
| 2022 | 23,682,133 | ▲ 127.59% | 188,412     | ▲ 68.88% | 208,713    | ▲ 0.34%  |
| Source: Airports Council International. World Airport Traffic Reports (Years 2005, 2006, 2007, 2009, 2011, 2012, 2013, and 2014) Vienna International Airport Traffic Reports (Years 2015, 2016, 2017, 2018, 2019, 2020, 2021, and 2022 |            |           |             |          |            |          |